# Sunyatsenia. Journal of the Botanical Institute; College of Agriculture, Sun Yatsen University
Sunyatsenia. Journal of the Botanical Institute; College of Agriculture, Sun Yatsen University (abreviado Sunyatsenia) fue una revista ilustrada y con descripciones botánicas que fue editada en Cantón por la Universidad Sun Yat-sen. Se publicaron 6 números en los años 1930-1948. Fue reemplazada por Acta botanica austro sinica.